# Dolle Amina's
Dolle Amina's is een boek van Samira Bendadi, uitgebracht in 2008 door Uitgeverij Meulenhoff en Manteau, met als ondertitel 'Feminisme in de Arabische wereld'. De auteur schrijft onder andere voor MO* en OneWorld.
Bendadi onderzoekt in het boek de verschillende feministische stromingen in de Oemma (de wereldwijde islamitische gemeenschap, dus zowel in moslimlanden als in islamitische gemeenschappen in Europa). Haar verhaal begint in Egypte, wordt vervolgd in Marokko en Frankrijk, om te eindigen in België. In het boek wordt een grote verscheidenheid aan feminismes in de Arabische wereld beschreven, zoals religieuze feministen die uitgaan van de Koran en de Hadith, en seculiere feministen die de Koran vrouwvriendelijk interpreteren en feministen die opkomen tegen het onrecht waar vrouwen onder lijden, zoals het hoge analfabetisme, gebrek aan juridische bescherming, huiselijk geweld, vrouwelijke genitale verminking, etc. Veel feministen in islamitische landen streven naar hervormingen in het familierecht, bijvoorbeeld de nieuwe Moedawana in Marokko.
Onder feminsten in islamitische gemeenschappen is veel discussie over de hidjab. Feministen uit de moslimlanden verbazen zich er soms over dat er in landen als België en Frankrijk zo veel meiden en vrouwen een hidjab dragen en dat feministen in deze landen de hidjab verdedigen. In landen waar moslims een minderheid uitmaken is de hidjab uitgegroeid tot een symbool dat voor veel meiden en vrouwen belangrijk is bij het uitdrukken van hun identiteit. Het zoeken naar een antwoord op de vraag 'wie ben ik in deze samenleving?' en het maatschappelijk 'debat' over de hidjab -dat meestal eerder op een polariserende dan op een constructieve manier gevoerd wordt- hebben de hidjab een belangrijke status gegeven.
Feministen met een islamitische achtergrond proberen een middenweg te zoeken tussen vrouwonvriendelijke tradities en Westers feminisme. Omwille van o.a. het koloniale verleden komt een 'Westerse' reputatie het feminisme in Arabische landen niet ten goede. Het is belangrijk dat feministen (dit kunnen ook mannen zijn) met een islamitische achtergrond zelf manieren vinden om het lot van de vrouw te verbeteren, met als uitgangspunt culturele achtergrond.
De titel is een woordspeling die verwijst naar Dolle Mina, een feministische groepering die in de jaren 70 actie voerde in Nederland.